# 킹롱
킹롱(영어: King Long) 또는 킹롱 유나이티드 오토모티브(영어: King Long United Automotive Industry Co., Ltd, 중국어 간체자: 金龙, 정체자: 金龍, 병음: Jīnlóng)는 중국의 상용차 생산 회사로, 본사는 푸젠성 내 최대 도시인 샤먼시에 있다.
계열사로는 골든드래곤과 하이거가 있다. 골든드래곤은 킹롱과 함께 푸젠성 샤먼시에 본사가 있고, 하이거는 장쑤성 쑤저우시에 본사가 있다. 하이퍼스 등의 모델 코드명에는 킹롱을 나타내는 "KL"로 시작한다.
대한민국에는 킹롱 자체보다 계열사인 하이거가 조금 더 인지도가 높고, 킹롱의 전기버스를 도입한 곳은 하이거에 비해 적은 편이다. 이온모터스가 킹롱 전기버스의 수입 대행을 맡고 있으며, 전기버스인 시티라이트를 성남, 강릉, 창원에서 도입하여 알려졌다. 이러한 도입은 기존에 포톤 그린어스를 도입한 이력이 있는 시내버스 업체들이 포톤과 대양기술 간의 계약 만료 후 이온모터스를 통해 시티라이트를 도입하면서 알려진 것이다.
또한 난징시에 본사가 있는 스카이웰과 협력하여 스카이웰 브랜드로 리오네 등의 전기버스를 개발했다.

## 갤러리

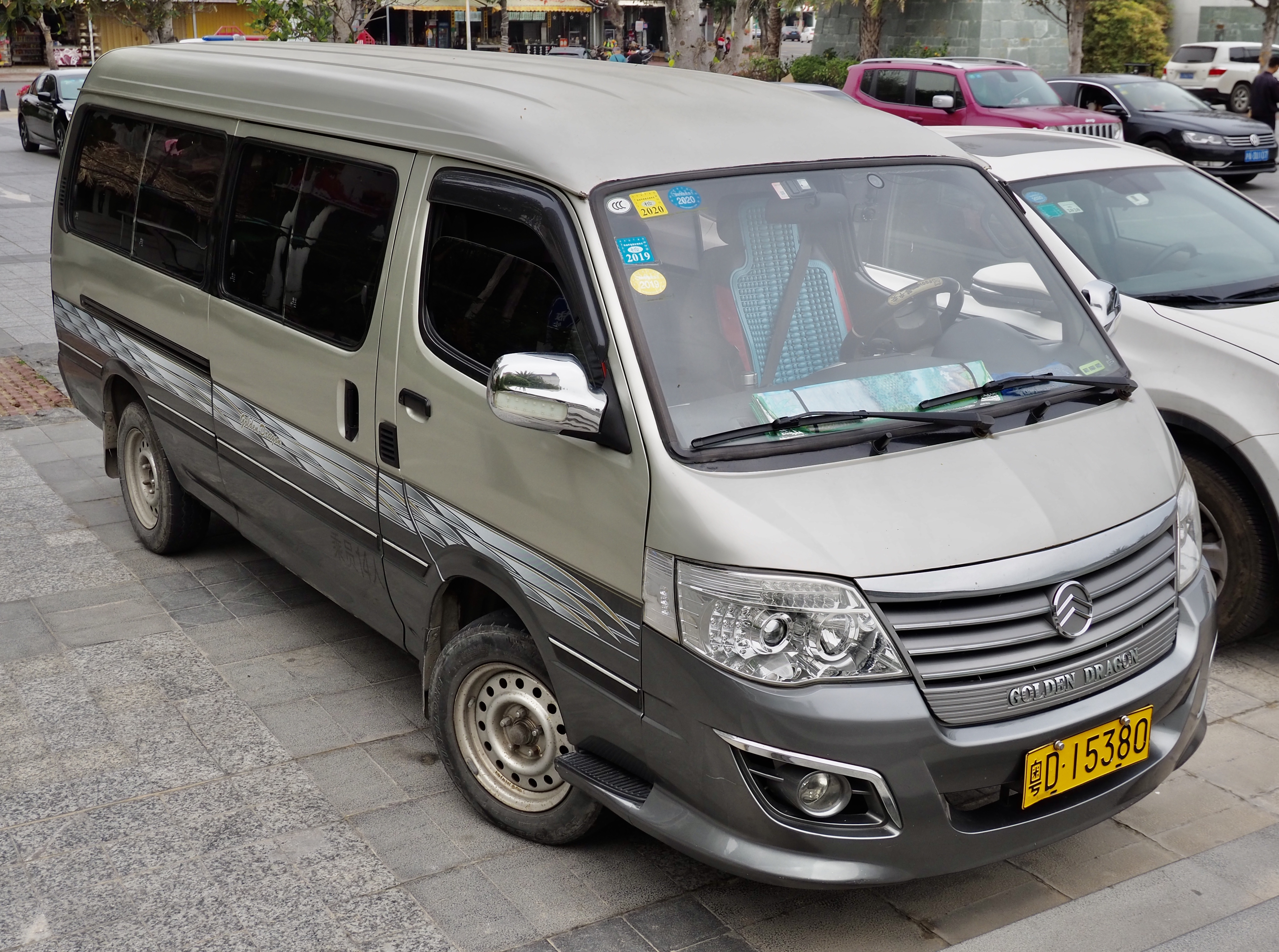
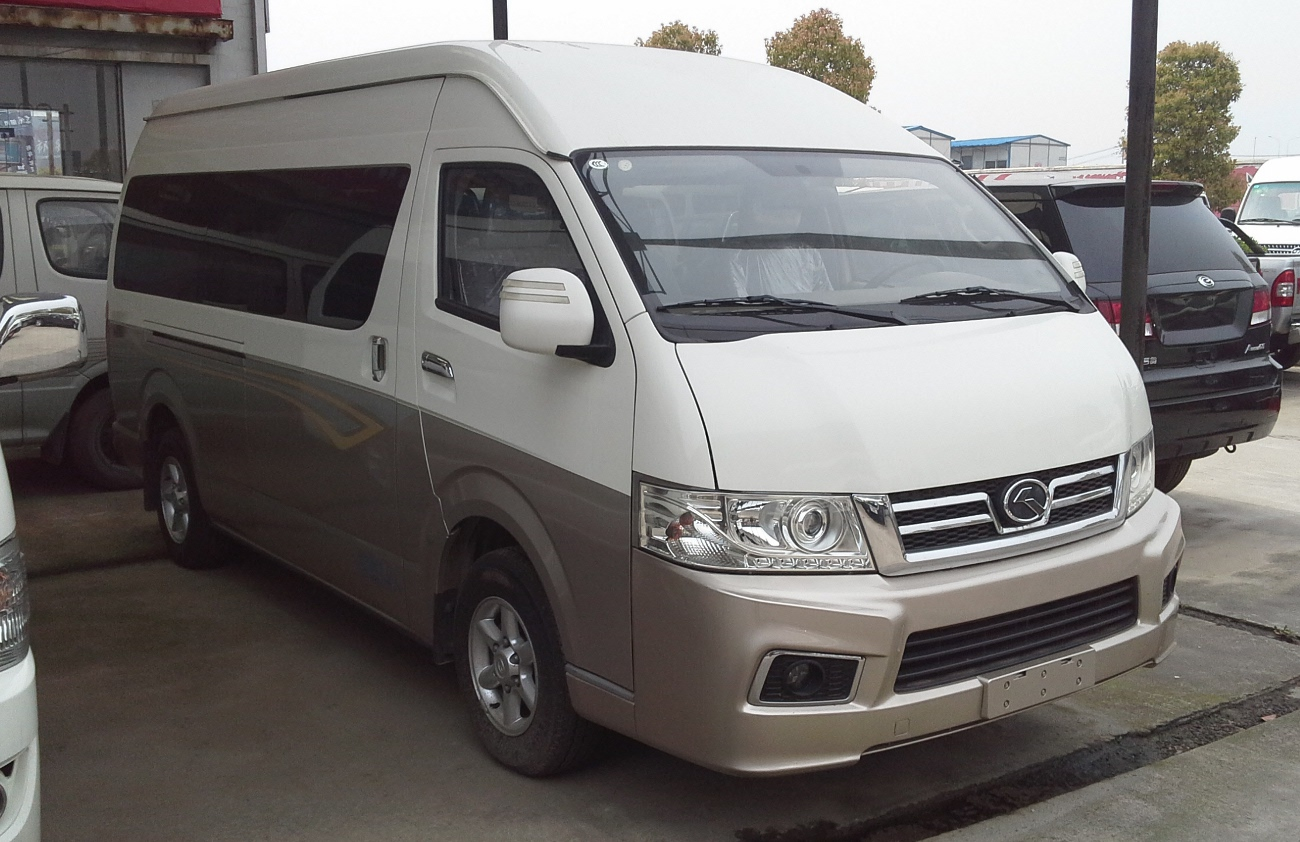
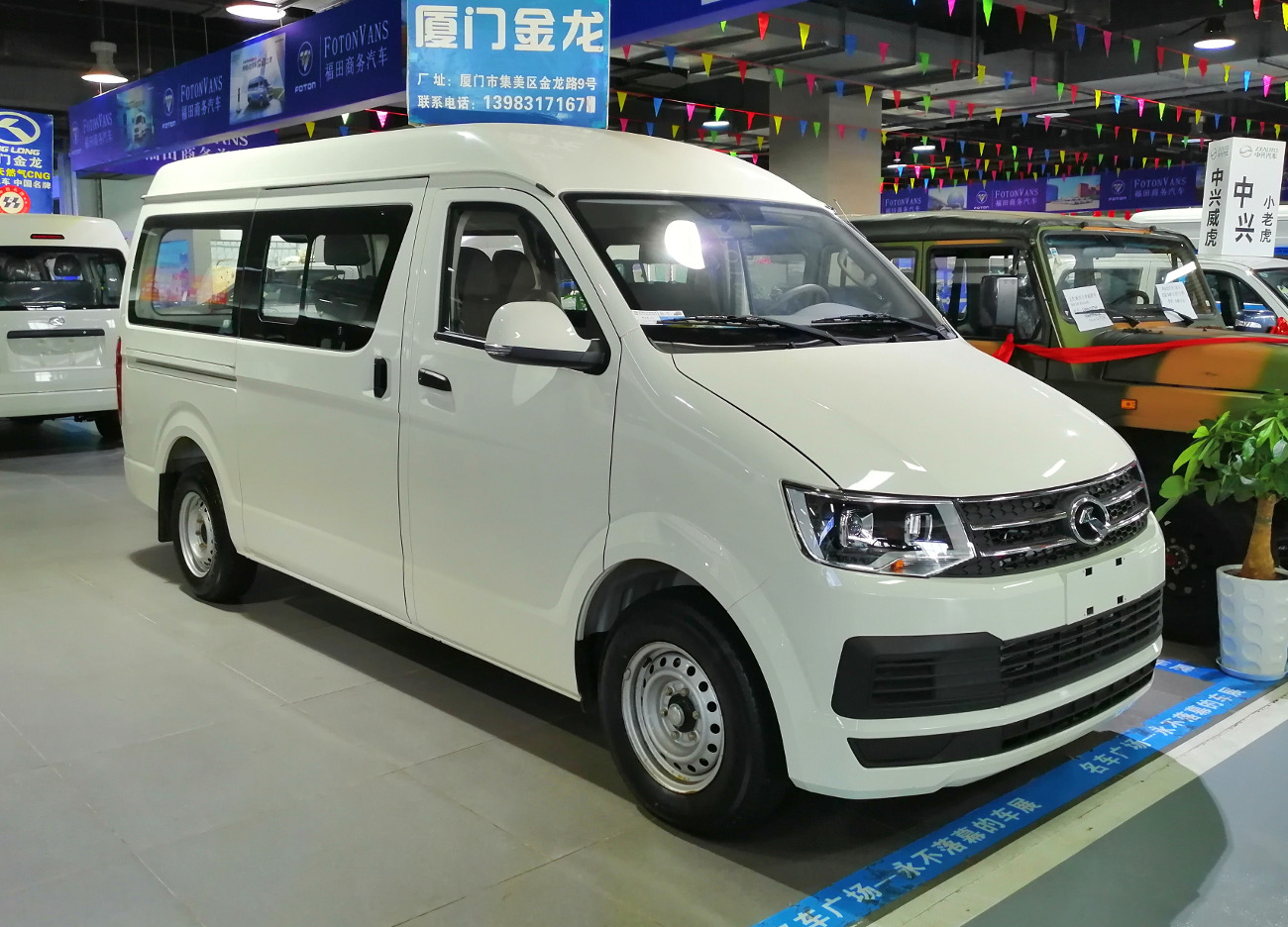
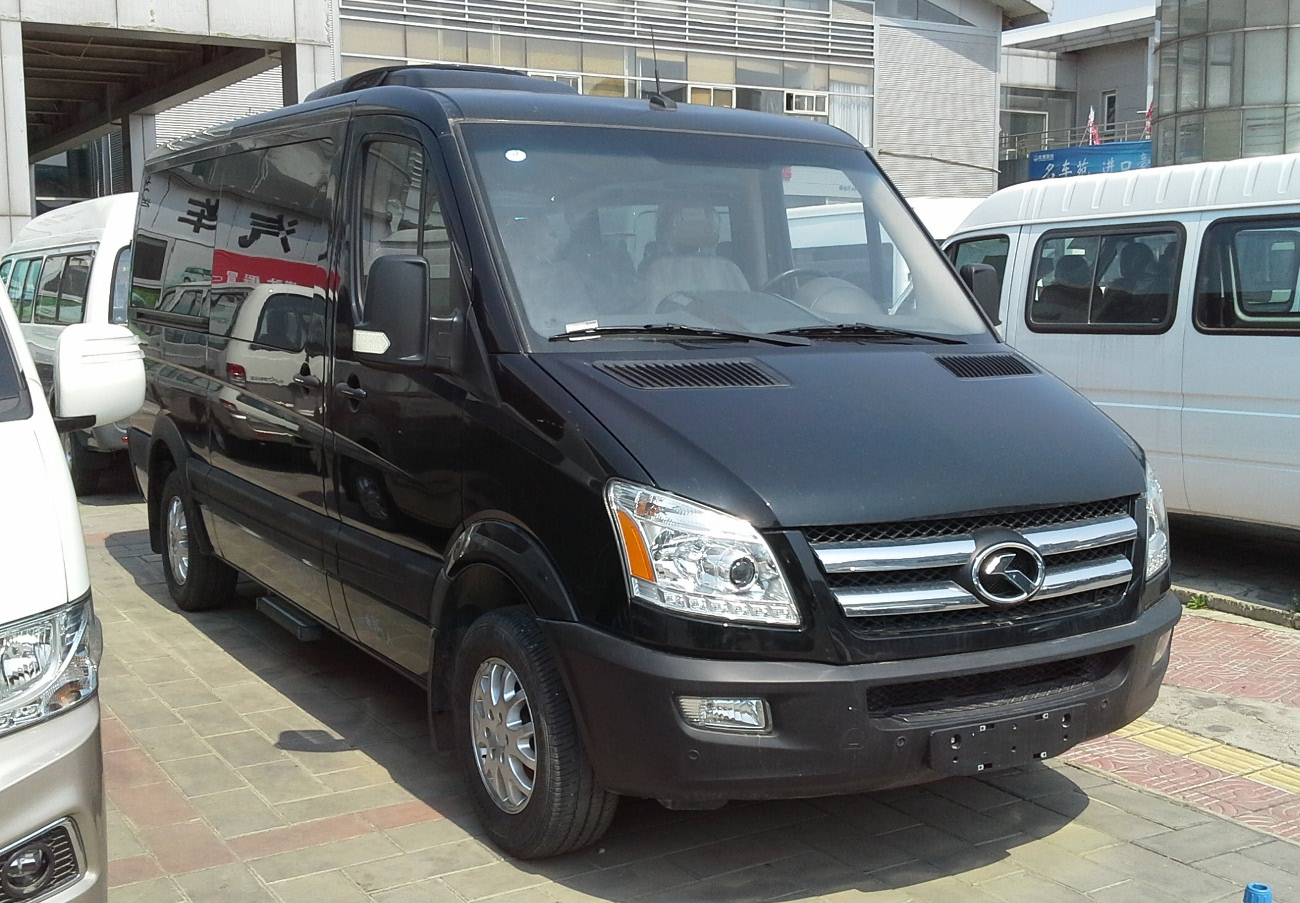
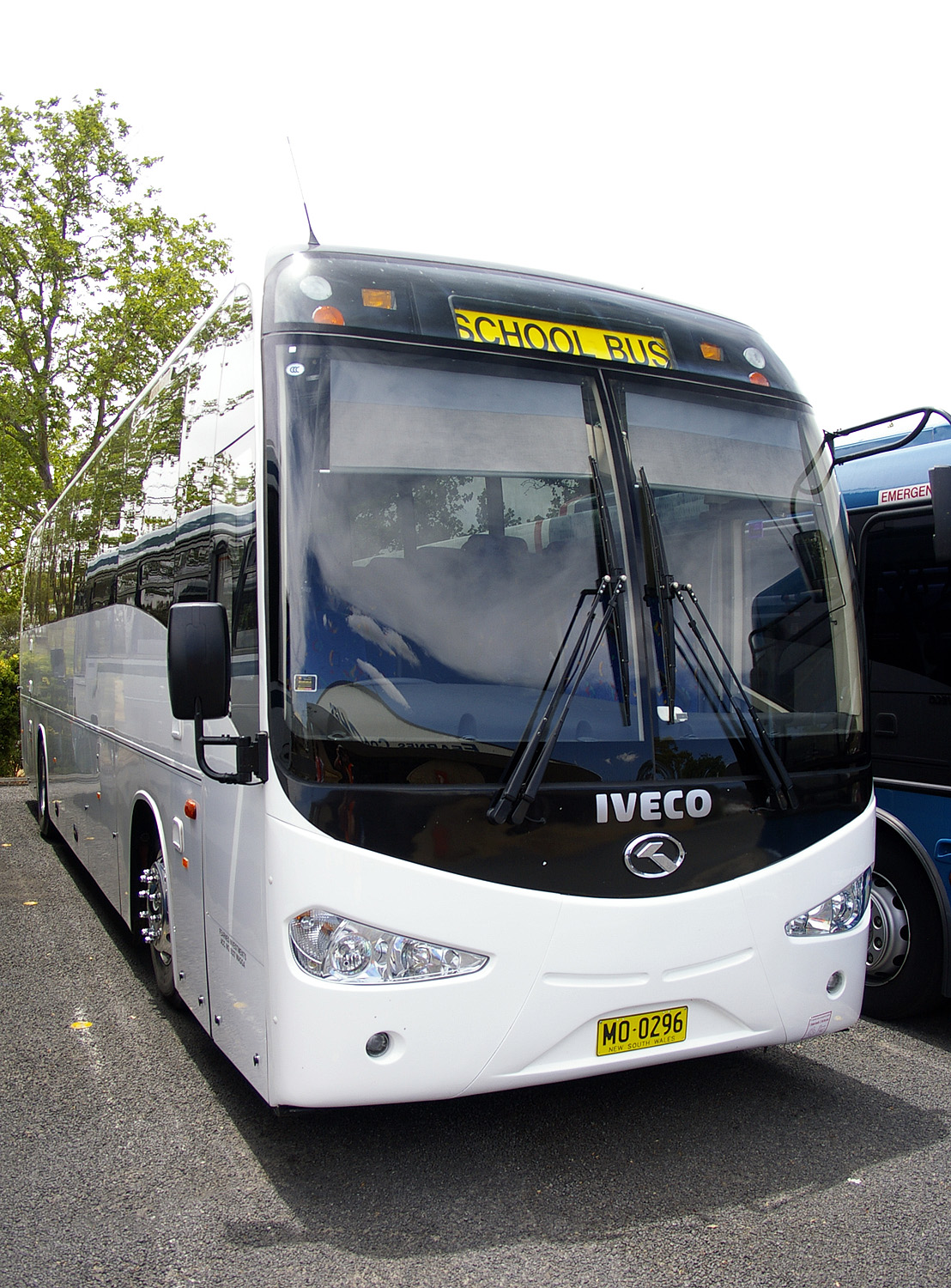
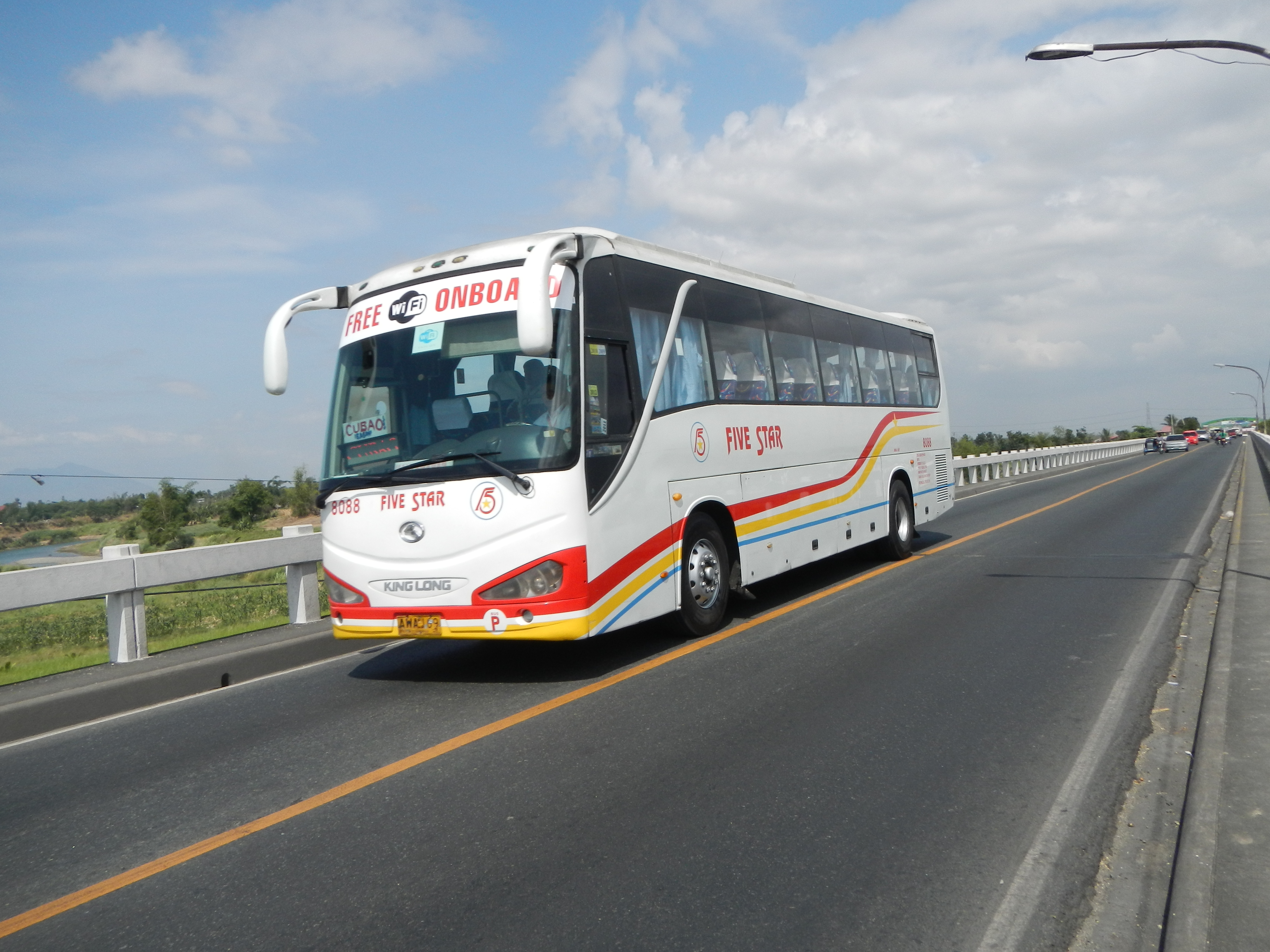
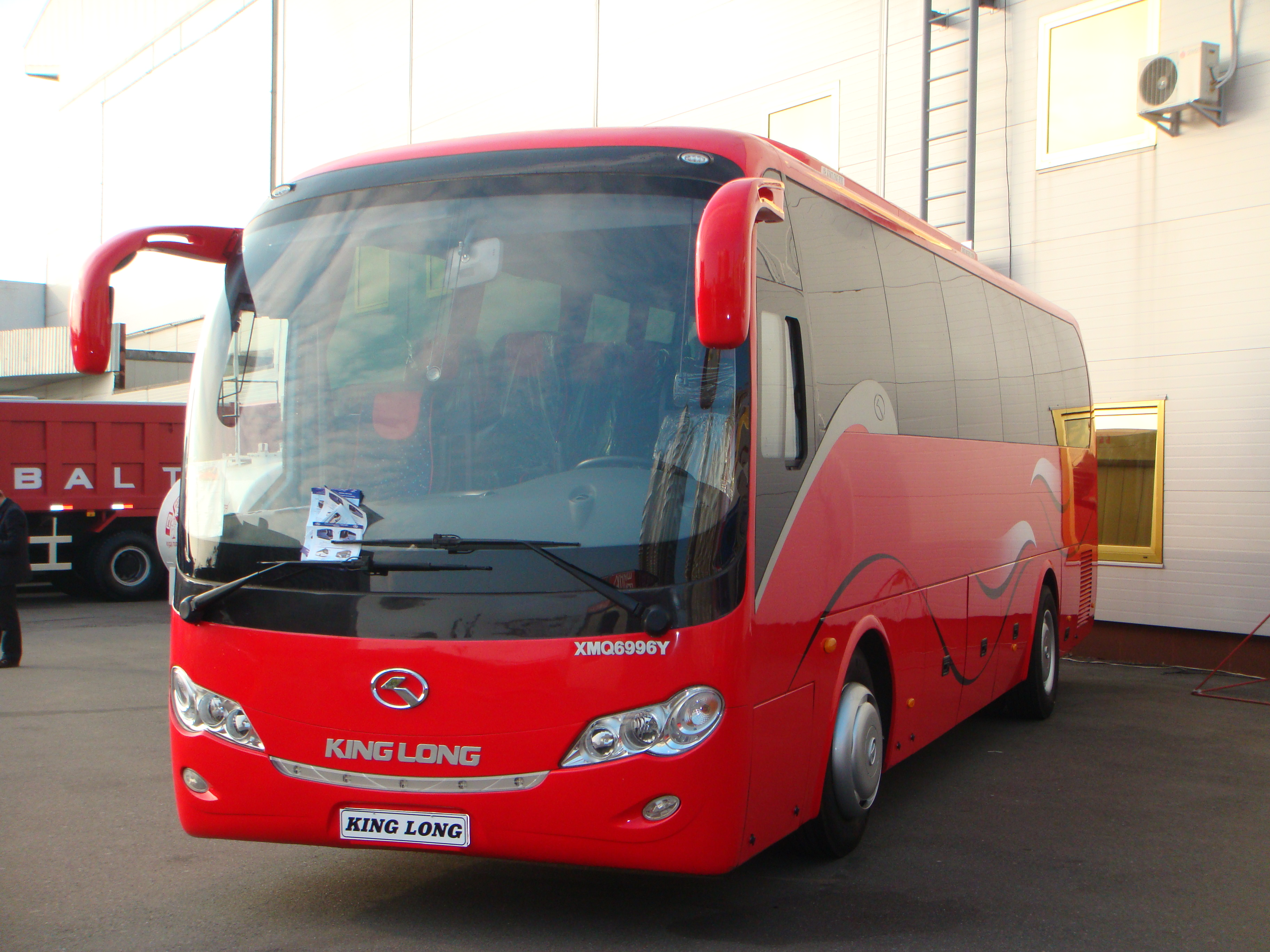
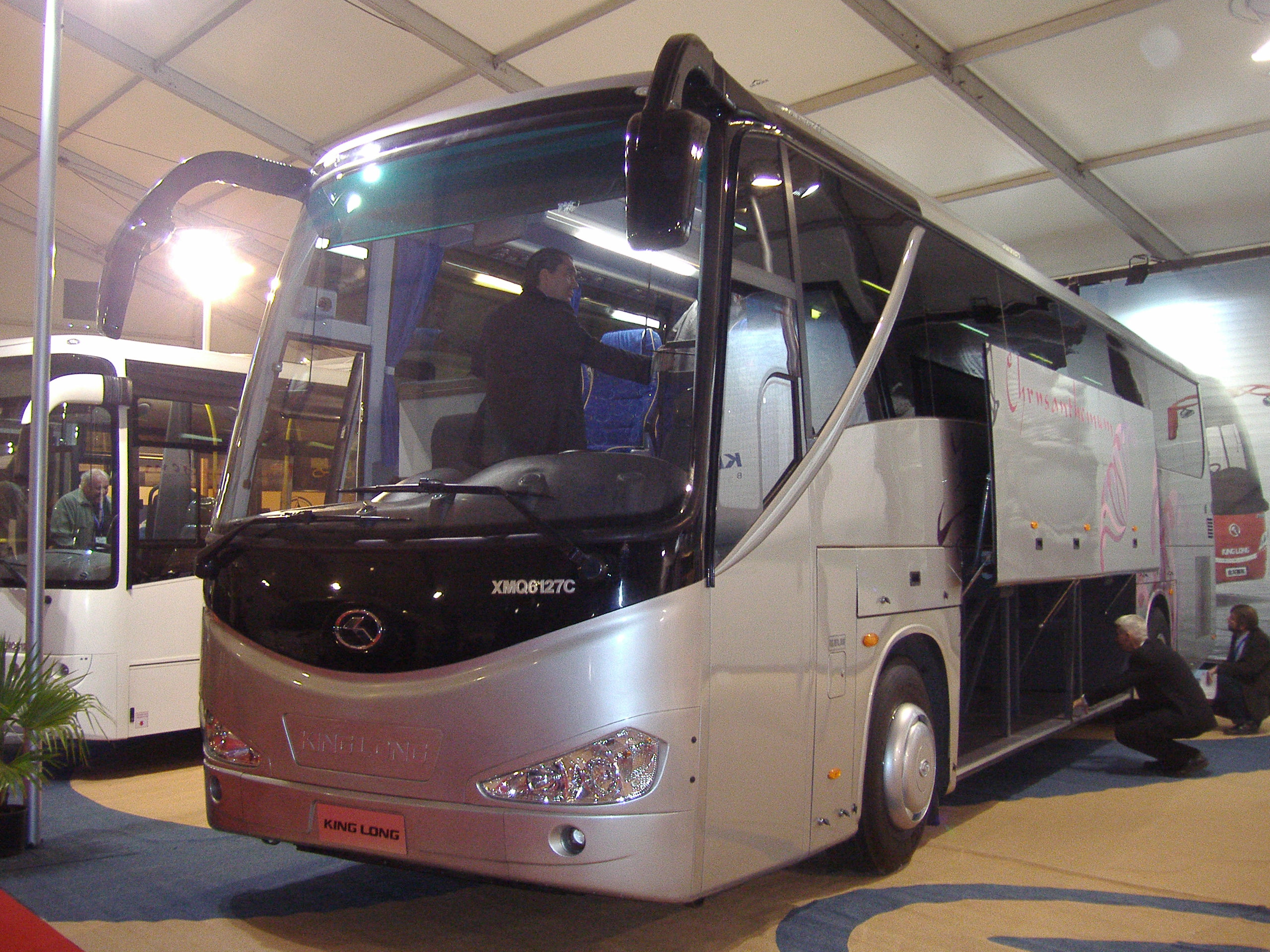
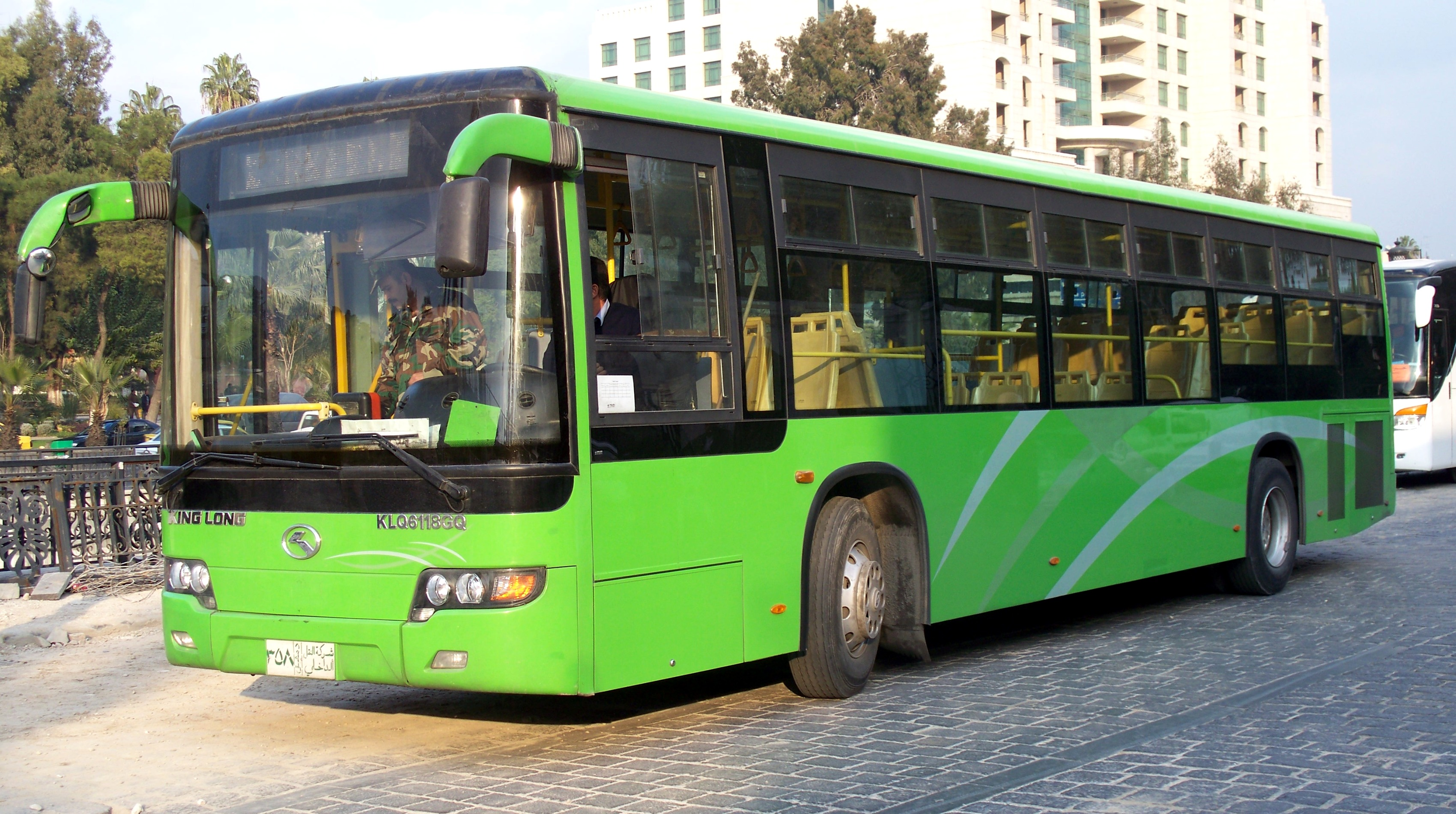

## 역사

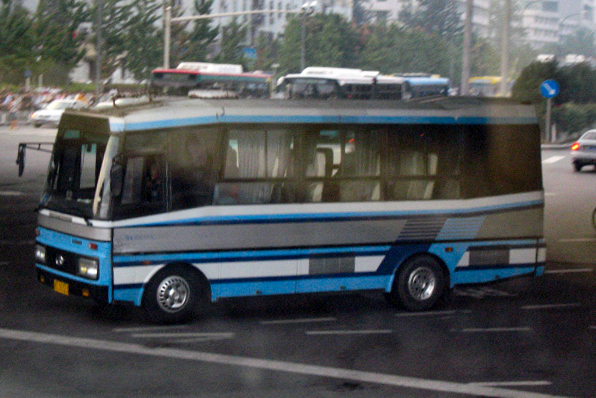
킹롱 XMQ6700

- 1988년: 회사 설립

## 생산 차종
- 킹롱 시티라이트
- 킹롱 시티라이트 II
- 킹롱 시티라이트 9
- 킹롱 자키
- 킹롱 XMQ6120AGD5